# Peter Wilhelm Höllermann
Peter Wilhelm Höllermann (* 22. März 1931 in Lüdenscheid; † 16. Oktober 2023) war ein deutscher Geograph.

## Leben
Nach der Promotion zum Dr. rer. nat. 1962 in Göttingen und der Habilitation an der Universität Göttingen 1964 wurde er dort 1967 Professor. Er war 1968/1969 Visiting Scholar an der University of California, Berkeley. Er war von 1970 bis 1994 Professor für Physische Geographie am Geographischen Institut der Rheinischen Friedrich-Wilhelms-Universität Bonn. 1977 wurde Höllermann zum korrespondierenden Mitglied der Göttinger Akademie für Wissenschaften ernannt.

## Schriften (Auswahl)
- Studien zur aktuellen Morphodynamik und Geoökologie der Kanareninseln Teneriffa und Fuerteventura. Göttingen 1982, ISBN 3-525-82108-5.
- Blockgletscher als Mesoformen der Periglazialstufe. Studien aus europäischen und nordamerikanischen Hochgebirgen. Bonn 1983, ISBN 3-427-76171-1.
- Wald- und Buschbrände auf den westlichen Kanarischen Inseln. Ihre geoökologischen und geomorphologischen Auswirkungen. Göttingen 1995, ISBN 3-525-82123-9.
- Dünenstudien auf mittelatlantischen Inseln. 25 Jahre Dünenstudien auf den östlichen Kanarischen Inseln. Dünengebiete und äolische Morphodynamik auf den Kapverdischen Inseln in vergleichender Sicht. Mit Tabellen. Bergisch Gladbach 2009, ISBN 978-3-931219-39-0.